# Alba Valéria
Pour les articles homonymes, voir Alba et Valéria.
Alba Valéria, née le 9 mai 1963 à Macaé dans l'État de Rio de Janeiro, est une actrice brésilienne.

## Biographie
Alba Valéria s'est fait connaître pour son rôle de Giselle dans le film éponyme de 1980.

## Filmographie
- 1980 : Tudo Acontece em Copacabana (pt)
- 1980 : Giselle : Giselle
- 1980 : Os Paspalhões em Pinóquio 2000 (pt)
- 1980 : O Gosto do Pecado (pt)
- 1981 : Crazy - Um Dia Muito Louco (pt) : Belinda
- 1981 : Álbum de Família
- 1982 : O Homem Proibido (pt) (série télévisée) : Maria Luiza
- 1984 : A Máfia no Brasil (pt) (mini-série)
- 1996 : O Lado Certo da Vida Errada